# Mark Evanier
Marc Stephen Evanier (/ˈɛvənɪər/; nascut el 2 de març de 1952) és un escriptor estatunidenc de còmics i televisió, sobretot conegut pel seu treball en la sèrie de televisió animada Garfield i els seus amics i en el còmic Groo the Wanderer. També és conegut per les seves columnes i el blog News from Me i pel seu treball com a historiador i biògraf de la indústria del còmic, en particular per la seva guardonada biografia de Jack Kirby, Kirby: King of Comics.

## Primers anys de vida
Evanier s'identifica com a jueu. El seu pare era jueu i la seva mare era catòlica. Va optar per ser escriptor després de presenciar la misèria que va sentir el seu pare de treballar per al servei d'ingressos interns i contrastar-ho amb el retratat de la vida d'un escriptor a The Dick Van Dyke Show. Es va graduar a l'Escola Secundària Universitària el 1969.

## Carrera
Evanier va ser president d'un club de còmics de Los Angeles entre 1966 i 69. El 1967, va suggerir els títols dels oficials de la Merry Marvel Marching Society. Va fer la seva primera venda professional el 1969. El mateix any, mitjançant una associació mútua amb una empresa de comandes de correu Marvel Comics, va ser assumit com a assistent de producció de Jack Kirby. Diversos anys més tard, Evanier va començar a escriure còmics estrangers per al Walt Disney Studio Program, i després, de 1972 a 1976, va escriure guions per a Gold Key Comics, incloent-hi una memorable història, "The Greatest of E's", on va revelar que l'E en Wile E. Coyote significa "Ethelbert", juntament amb còmics per a la propietat d'Edgar Rice Burroughs.
El 1974 va formar equip amb l'escriptor Dennis Palumbo i va escriure per a diverses sèries de televisió, incloses The Nancy Walker Show, The McLean Stevenson Show i Welcome Back, Kotter, en què va ser un editor d'històries.

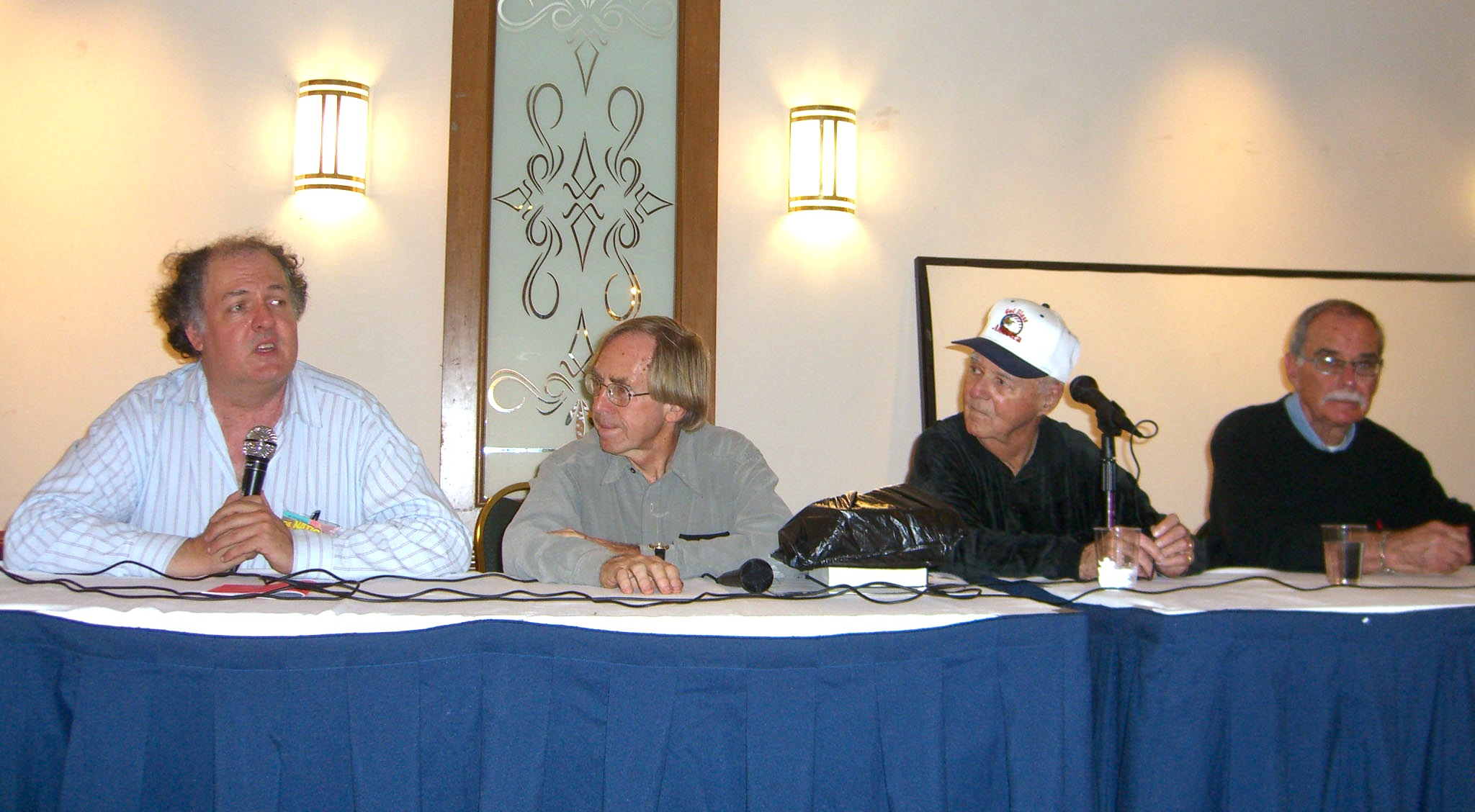
Evanier parlant en un plafó sobre Jack Kirby amb (d'esquerra a dreta) Roy Thomas, Joe Sinnott i Stan Goldberg, al Big Apple Con de Manhattan, 15 de novembre de 2008.

Després de deixar Kotter el 1977 i acabar amb la seva amistat amb Palumbo, Evanier va escriure per la divisió de còmics Hanna-Barbera, que va arribar a dirigir. També va escriure diversos espectacles de varietat i especials, i va començar a escriure per a espectacles de dibuixos animats, entre ells Scooby-Doo and Scrappy-Doo, The Plastic Man Comedy / Adventure Show, Thundarr the Barbarian, The ABC Weekend Special, Yogi Bear's All Star Comèdia Christmas Caper, Richie Rich, The Wuzzles i Dungeons &amp; Dragons. El seu treball més conegut en animació és Garfield i els seus amics (Garfield and Friends), una sèrie de set temporades per la qual Evanier va escriure o co-escriure gairebé tots els episodis i va actuar com a director de gravació de veu. Des del 2008, Evanier ha estat el co-escriptor i director de veu de The Garfield Show, que va guanyar un premi Emmy Daytime per a destacat intèrpret en un programa animat per a June Foray.
Evanier s'acredita ell mateix per convèncer Jack Kirby perquè deixi d'utilitzar Vince Colletta com entintador, i es considera un dels "principals vilipendiadors" de Colletta.
Va escriure un guió i va proporcionar "consells tècnics sobre còmics" per a Bob, la tercera comèdia infructuosa de Bob Newhart per a CBS.
Ha produït diversos còmics, entre els quals es troben Blackhawk, Crossfire i Hollywood Superstars (amb Dan Spiegle), Groo the Wanderer (amb Sergio Aragonés), i The DNAgents (amb Will Meugniot). Per als còmics de Spiegle, Evanier va aportar assajos llargs sobre la indústria de l'entreteniment. El 1985, va llançar la sèrie limitada DC Challenge amb l'artista Gene Colan. Va escriure la sèrie New Gods del 1989–1991. El 1996 va escriure Sergio Aragonés Destroys DC i Sergio Aragonés Massacres Marvel dibuixats per Aragonés. Evanier va col·laborar amb Joe Staton a la mini sèrie de Superman &amp; Bugs Bunny el 2000.
Durant molts anys, Evanier va escriure una columna regular, "Point of View" (punt de vista), per a Comics Buyer's Guide.
La biografia il·lustrada de Jack Kirby d'Evanier, Kirby: King of Comics, va ser publicada el febrer de 2008 per Abrams Books. Va guanyar el premi Eisner 2009 al millor llibre relacionat amb els còmics. Evanier va col·laborar amb Aragonès i Thomas Yeates en el Groo vs. Conan, per Dark Horse Comics el 2014.

## Vida personal
El 26 de maig de 2006, Evanier es va sotmetre a una cirurgia de bypass gàstric al Centre Mèdic Cedars-Sinai de Los Angeles. Després d'haver arribat a assolir els 156 kg (346 lliures), després va perdre gairebé 45 kg (99 lliures) el juny de 2007.

## Premis
- 1975: guanya Inkpot Award[20]
- 1992: Va guanyar la "Millor publicació d'humor", premi Eisner de Groo the Wanderer[21]
- 1997: Va guanyar el premi Eisner de "Millor publicació d'humor" per Sergio Aragonés Destroys DC i Sergio Aragonés Massacres Marvel[22]
- 1999: Premi Eisner "Millor publicació d'humor" per Sergio Aragonés Groo[23]
- 2001: Va guanyar el premi humanitari "Bob Clampett"[24]
- 2009: Kirby: King of Comics va guanyar el premi Eisner al "Millor llibre relacionat amb els còmics"[25]

### Còmics

#### Boom! Studios
- Garfield #1–32 (2012–2014)

#### Comico Comics
- Space Ghost #1 (1987)

#### Dark Horse Comics
- Flaxen #1 (1992)
- Groo vs. Conan #1–4 (2014)

#### DC Comics
- Blackhawk #251–273 (1982–1984)
- Countdown to Mystery #8 (Doctor Fate) (2008)
- DC Challenge #1, 12 (1985–1986)
- DC Comics Presents #64, 69 (1983–1984)
- Fanboy #1–6 (1999)
- House of Mystery #214 (1973)
- Legends of the DC Universe #14 (1999)
- Mister Miracle Special #1 (1987)
- New Gods vol. 3 #1, 5–28 (1989–1991)
- Secret Origins #12 (Challengers of the Unknown) (1987)
- Sergio Aragonés Destroys DC #1 (1996)
- Solo #11 (2006)
- The Spirit #14–25 (2008–2009)
- Superman & Bugs Bunny #1–4 (2000)
- Superman Adventures #14–15, 42, 53 (1997–2001)
- Teen Titans Spotlight #21 (1988)
- Welcome Back, Kotter #4 (1977)

#### Eclipse Comics
- Destroyer Duck #1 ("Great Moments in Comic Book History" història de complement) (1982)
- The DNAgents #1–24 (1983–1985)
- Crossfire #1–26 (1984–1987)
- Groo the Wanderer Special #1 (1984)
- The New DNAgents #1–17 (1985–1987)
- Three Dimensional DNAgents #1 (1986)

#### IDW Publishing
- Rocky and Bullwinkle #1–4 (2014)

#### Marvel Comics
- Dynomutt #1–6 (1977–1979)
- The Flintstones #1–9 (1977–1979)
- The Funtastic World of Hanna-Barbera #1 ("The Flintstones Christmas Party"); #3 ("The Flintstones Visit the Laff-a-Lympics") (1977–1978)
- Hanna-Barbera Spotlight #1–4 (1978–1979)
- Laff-A-Lympics #1–13 (1978–1979)
- Marvel Premiere #49 (Falcon) (1979)
- Marvel Super Special #29 (Tarzan) (1984)
- Scooby-Doo #1–9 (1977–1979)
- Sergio Aragonés Massacres Marvel #1 (1996)
- TV Stars #1–4 (1978–1979)
- Yogi Bear #1–9 (1977–1979)

##### Epic Comics
- Groo the Wanderer #1–120 (1985–1995)
- Epic Illustrated #27 (1984)
- The Death of Groo graphic novel (1988)
- The Groo Chronicles #1–6 (1989)
- Hollywood Superstars #1–5 (1990–1991)
- The Life of Groo graphic novel (1993)

#### Pacific Comics
- Groo the Wanderer #1–8 (1982–1984)
- Starslayer #5 (història de complement de Groo) (1982)

### Llibres
- Kirby: King of Comics (hardback).  Abrams Books, 2008, p. 228. ISBN 978-0810994478.